# 克后爱氏海葵
克后爱氏海葵（学名：Metedwardsia akkeski）为蠕形海葵科克后海葵属的动物。分布于日本，包括黄海、渤海、东海沿海等海域，多见于沿海潮间带。